# ایرواین، آلبرتا
ایرواین، آلبرتا (به انگلیسی: Irvine, Alberta) یک منطقهٔ مسکونی در کانادا است که در آلبرتا واقع شده‌است. ایرواین ۲۹۱ نفر جمعیت دارد و ۷۶۳ متر بالاتر از سطح دریا واقع شده‌است.